# قرار مجلس الأمن التابع للأمم المتحدة رقم 37
قرار مجلس الأمن التابع للأمم المتحدة رقم 37، المعتمد في 9 ديسمبر 1947، قام بتعديل القسم من النظام الداخلي للمجلس الذي يحكم طلب عضوية الدول الجديدة. وقد اعتمد القرار بدون تصويت.